# 郦道元评传
《郦道元评传》，陈桥驿著，是叙述并评论郦道元的生平及其思想的专著，“第一部系统论述郦道元思想的学术著作”。1994年出版，2011年再版。

## 内容
依靠对《水经注》的研究，补全《魏书》、《北史》关于郦道元简短记载的不足。阐述郦道元的时代、生平、思想，叙述《水经注》和郦学研究。

## 评论
- 靳生禾：“《评传》运用唯物史观将传主放在整个的历史之中去看，不啻承认郦氏在地理学史上的光辉成就，更见其在思想家之林的突出地位。从思想家视角看郦道元，拓宽和引深了郦学研究领域；提出‘地理大交流’新学说，丰富了地理学史内容；臧否尽依传主行实，是对史学界传记撰述囿于正史记载传统作法的突破。”[1]
- 王守春：“不仅对郦道元进行全面评价，还对若干历史问题提出新的观点，令人耳目一新，思路开阔。”对魏晋南北朝时期的地理学、秦始皇与万里长城、二十四史提出了新评价。[2]